# Suzana de Nóbrega
Dona Suzana de Nóbrega de Lovota (morta a començaments del s.XVIII) fou reina del regne del Congo vers 1670-1700.
Es considera que Dona Suzana de Nóbrega era filla del rei Àlvar II del Congo i mitja germana del rei Àlvar III del Congo. A causa d'aquesta relació va néixer a principis de la dècada 1610, el que implica que va morir gairebé centenària a principis del segle xviii. De fet, si el seu origen reial va ser acceptat per tots, sembla que ningú sabia exactament de quin rei era filla. No obstant això, exerceix com la seva contemporània Dona Ana Afonso de Leão, una gran autoritat com a matriarca del Kanda Kimpanzu durant les guerres civils al Regne del Congo.
Després de la presa del poder per Àlvar VI del Congo els Kimpanzu es va refugiar a les muntanyes del sud de Soyo sota la protecció del comte Daniel da Silva, que dirigeix la província com a príncep gairebé independent entre 1641 i 1650. Soyo esdevindrà refugi per als partidaris de Kimpanzu al llarg de la guerra civil (1665-1709).
D'acord amb el caputxí Antonio Zucchelli de Gradisca d'Isonzo, Dona Suzana hauria estat la mare de tres manikongo del Kanda Kimpanzu: Alfons II del Congo i Nkondo en 1665, Afonso III Mvemba a Nimi (1673-1674) i Daniel Miala mia Nzimbwila (1674-1678).
Dona Suzana també va afavorir la fortuna del seu altre fill Manuel de Vuzi a Nóbrega (Ne Ninga a Ngenge en kikongo), marquès de Lovota, germà del rei Daniel I del Congo qui regnarà de manera quasi independent al seu territori de Mbamba Lovata des de 1678 fins a la seva mort en 1715.
S'ignora la data de la mort de Dona Suzana, qui en 1701, ja nonagenària, residit en una illa l'Ambriz.